# Sorelle in affari
Sorelle in affari (Picker Sisters) è un programma televisivo statunitense trasmesso su Cielo e Fine Living.
Il programma segue l'attività di Tracy Hutson e Tanya McQueen e sui loro viaggi negli Stati Uniti in cerca di oggetti di antiquariato e da collezione per il loro negozio di Los Angeles.

## Episodi
| nº | Titolo originale                        | Titolo italiano | Prima TV USA     | Prima TV Italia |
| -- | --------------------------------------- | --------------- | ---------------- | --------------- |
| 1  | Texas, Here We Come                     |                 | 2 agosto 2011    |                 |
| 2  | The Promise of an Empty Trailer         |                 | 2 agosto 2011    |                 |
| 3  | Motorcycles and Meat Sauce              |                 | 9 agosto 2011    |                 |
| 4  | Don't Be a Pecky Head                   |                 | 16 agosto 2011   |                 |
| 5  | The Do's and Don'ts of Life on the Road |                 | 23 agosto 2011   |                 |
| 6  | Pickin' for Peanuts                     |                 | 30 agosto 2011   |                 |
| 7  | Must Love Rust                          |                 | 30 agosto 2011   |                 |
| 8  | It's a Sign                             |                 | 6 settembre 2011 |                 |